# Nikolaj Iliev
Nikolaj Sztefanov Iliev, bolgárul: Николай Стефанов Илиев; (Szófia, 1964. március 31. –) bolgár válogatott labdarúgó.
A bolgár válogatott tagjaként részt vett az 1994-es világbajnokságon.

## Sikerei, díjai
Levszki Szofija
- Bolgár bajnok (3): 1983–84, 1984–85, 1987–88
- Bolgár kupa (2): 1983–84, 1985–86

Egyéni
- Az év bolgár labdarúgója (1): 1987